# Hemisilurus mekongensis
Hemisilurus mekongensis är en fiskart som beskrevs av Bornbusch och Lundberg, 1989. Hemisilurus mekongensis ingår i släktet Hemisilurus och familjen malfiskar. IUCN kategoriserar arten globalt som livskraftig. Inga underarter finns listade i Catalogue of Life.